# Linnés seksualsystem
Linnés seksualsystem er en klassifikation af alle planter – eller rettere alle organismer som ikke er dyr – i 24 grupper ("klasser"). Systemet blev første gang publiceret 1735 i hans Systema Naturae og vandt umådelig indflydelse. Spor af systemet fandtes stadig i det 20. århundredes skolefloraer (fx Elisabeth Trydes fra 1930) og i hovednøglen i Rostrups flora, i hvilken man skulle starte med at tælle støvdragere i blomsten. Linnés system er for længst forældet, idet moderne systematik følger fylogeniske principper, altså forsøger at lade inddelingen afspejle evolutionens forløb. Det var ikke Linnés hensigt at skabe et naturligt system. Han ville derimod lave et praktisk system.

## Linnés seksualsystem
Linné baserede inddelingen i klasser på tilstedeværelsen og antallet af hanlige kønsorganer (støvdragere) samt eventuelle sammenvoksninger af disse. Først afgjorde tilstedeværelsen eller fraværet af kønsorganer om arten var fanerogam (frøplante) eller kryptogam. Fanerogamerne deltes så i arter med tvekønnede blomster og arter med énkønnede blomster, og de første efter antallet af støvdragere (1, 2, 3, ..., 10, 12, mange) med særlige klasser for arter med sammenvoksede støvdragere. Hver klasse kunne efterfølgende underinddeles efter antallet af frugtanlæg eller grifler. For eksempel hører Paeonia med talrige støvdragere og to frie karpeller til Klasse XIII Polyandria, ordenen Digynia.
Linné fik den tyske botaniker og plantetegner Georg Dionysius Ehret til at lave en anskuelsestavle af sit system. Det skete allerede mens Linné studerede i Holland. I tabellen herunder bruges Ehrets tegninger.
| Forplantningsorganer tydeligt erkendbare      |                                                             |                                                             |                                  | |
|                                               | Monoclinia - Støvdragere og frugtanlæg i samme blomst       |                                                             |                                  | |
|                                               |                                                             | Støvdragere frie                                            |                                  | |
|                                               |                                                             |                                                             | Alle støvdragere lige lange      | |
|                                               |                                                             |                                                             |                                  | I. Monandria – 1 støvdrager Monogynia, Digynia fx Canna |
|                                               |                                                             |                                                             |                                  | II. Diandria – 2 støvdragere Monogynia, Digynia, Trigynia fx Olea, Piper |
|                                               |                                                             |                                                             |                                  | III. Triandria – 3 støvdragere Monogynia, Digynia, Trigynia fx Crocus, Iris |
|                                               |                                                             |                                                             |                                  | IV. Tetrandria – 4 støvdragere Monogynia, Digynia, Tetragynia fx Protea, Hamamelis, Ilex |
|                                               |                                                             |                                                             |                                  | V. Pentandria – 5 støvdragere Monogynia, Digynia, Trigynia, Tetragynia, Pentagynia, Polygynia fx Primula, Stapelia |
|                                               |                                                             |                                                             |                                  | VI. Hexandria – 6 støvdragere Monogynia, Digynia, Trigynia, Tetragynia, Polygynia fx Bromeliaceae, Oryza |
|                                               |                                                             |                                                             |                                  | VII. Heptandria – 7 støvdragere Monogynia fx Trientalis |
|                                               |                                                             |                                                             |                                  | VIII. Octandria – 8 støvdragere Monogynia, Digynia, Trigynia, Tetragynia, Polygynia fx Acer |
|                                               |                                                             |                                                             |                                  | IX. Enneandria – 9 støvdragere Monogynia, Trigynia, Hexagynia fx Laurus |
|                                               |                                                             |                                                             |                                  | X. Decandria – 10 støvdragere Monogynia, Digynia, Trigynia, Pentagynia, Decagynia fx Dianthus, Silene, Oxalis |
|                                               |                                                             |                                                             |                                  | XI. Dodecandria – 12 støvdragere Monogynia, Digynia, Polygynia fx Sempervivum |
|                                               |                                                             |                                                             |                                  | XII. Icosandria – flere end 12 støvdragere på et ringformet fæste Monogynia, Digynia, Trigynia, Tetragynia, Pentagynia, Polygynia fx Prunus                                                                                   |
|                                               |                                                             |                                                             |                                  | XIII. Polyandria – flere end 12 støvdragere tæt under frugtanlægget Monogynia, Digynia, Trigynia, Tetragynia, Pentagynia, Hexagynia, Polygynia fx Papaver, Paeonia, Reseda                                                    |
|                                               |                                                             |                                                             | Støvdragere af forskellig længde | |
|                                               |                                                             |                                                             |                                  | XIV. Didynamia (tomægtige) – 4 støvdragere, hvoraf 2 er længere end de andre Gymnospermia, Angiospermia, Polypetala fx Thymus                                                                                                 |
|                                               |                                                             |                                                             |                                  | XV. Tetradynamia (firmægtige) – 6 støvdragere, hvoraf de 4 er længere end de 2 Siliculosa, Siliquosa fx Brassica |
|                                               |                                                             | Støvdragere sammenvoksede indbyrdes eller med frugtanlægget |                                  | |
|                                               |                                                             |                                                             |                                  | XVI. Monadelphia – støvtråde sammenvoksende til én gruppe, støvknapper frie Pentandria, Decandria, Polyandria fx Geranium, Hibiscus                                                                                           |
|                                               |                                                             |                                                             |                                  | XVII. Diadelphia – støvtråde sammenvoksende til to grupper, støvknapper frie Hexandria, Octandria, Decandria fx Lathyrus |
|                                               |                                                             |                                                             |                                  | XVIII. Polyadelphia – støvtråde sammenvoksende til tre-flere grupper, støvknapper frie Pentandria, Icosandria, Polyandria fx Citrus, Hypericum                                                                                |
|                                               |                                                             |                                                             |                                  | XXIV. Syngenesia – støvtråde frie, støvknapper sammenvoksende til et rør Polygamia aequalis, Polygamia superflua, Polygamia frustranea, Polygamia necessaria, Monogamia fx Asteraceae, fx Taraxacum                           |
|                                               |                                                             |                                                             |                                  | XX. Gynandria– støvdragere sammenvoksende med frugtanlægget Diandria, Triandria, Tetrandia, Pentandria, Hexandria, Decandria, Polyandria fx Orchidaceae, Passifloraceae, Arum                                                 |
|                                               | Diclinia - Støvdragere og frugtanlæg i forskellige blomster |                                                             |                                  | |
|                                               |                                                             |                                                             |                                  | XXI. Monoecia – sambo (= enbo) Monandria, Triandria, Tetrandia, Pentandria, Hexandria, Polyandria, Monadelphia, Polyadelphia, Syngenesia fx Najas, Sparganium, Pinus, de fleste arter af Carex                                |
|                                               |                                                             |                                                             |                                  | XXII. Dioecia – særbo (= tvebo) Didandria, Triandria, Tetrandia, Pentandria, Hexandria, Octandria, Enneandria, Decandria, Icosandria, Polyandria, Monadelphia, Syngenesia, Gynandria fx Salix, Cannabis, Taxus, Silene dioica |
|                                               |                                                             |                                                             |                                  | XXIII. Polygamia – tvekønnede og énkønnede blomster på samme plante (gynodiøci og androdiøci ved henholdsvis ♀+tvekønnede og ♂+tvekønnede) Monoecia, Dioecia, Trioecia fx Musa                                                |
| Forplantningsorganer ikke tydeligt erkendbare |                                                             |                                                             |                                  | |
|                                               |                                                             |                                                             |                                  | XXIV. Cryptogamia Plantae, Filices, Musci, Algae, Fungi, fx Ficus, bregner, mosser, alger, svampe |

## Etymologi
Linné sammensatte sine navne for klasserne af ord og orddele fra de klassiske sprog græsk og latin, præcis som i navngivningen af planter og dyr. Vigtigst var naturligvis talordene, hvor de græske blev valgt. Således er for eksempel navnet på klassen Triandria dannet af tri – ”tre” – og andria – ”hanlig” (andros – mand).
| Talord | Talord | Andet    | Andet                         |
| ------ | ------ | -------- | ----------------------------- |
| mono-  | én-    | andr-    | han-                          |
| di-    | to-    | gyn-     | hun-                          |
| tri-   | tre-   | -oecia   | -bo (afledt af oikos = ”hus”) |
| tetra- | fir-   | -clinia  | -leje                         |
| penta- | fem-   | -dynamia | -mægtig, -magtfuld            |
| hex-   | seks-  | -delphia | vedr. broderskab              |
| hept-  | syv-   | crypt-   | skjult                        |
| oct-   | otte-  | syn-     | sammen-                       |
| enne-  | ni-    | gam-     | vedr. ægteskab                |
| dec-   | ti-    | gymn-    | nøgen                         |
| dodec- | tolv-  | angi-    | dækket                        |
| icos-  | tyve-  |          |                               |
| poly-  | mange- |          |                               |